# مقاطعة بايك (كنتاكي)
مقاطعة بايك (بالإنجليزية: Pike County)‏ هي إحدى المقاطعات في ولاية كنتاكي في الولايات المتحدة الأمريكية.

## أعلام
- جيمس بليك ميلر
- إيفي والر سميث